# Uromyces viciae-fabae
Uromyces viciae-fabae ist eine Ständerpilzart aus der Ordnung der Rostpilze (Pucciniales). Der Pilz ist ein Endoparasit der Hülsenfrüchtlergattungen Vicia, Lathyrus und Pisum. Symptome des Befalls durch die Art sind Rostflecken und Pusteln auf den Blattoberflächen der Wirtspflanzen. Sie ist weltweit verbreitet. Bedeutend ist der Befall auf Ackerbohne.

## Merkmale

### Makroskopische Merkmale
Uromyces viciae-fabae ist mit bloßem Auge nur anhand der auf der Oberfläche des Wirtes hervortretenden Sporenlager zu erkennen. Sie wachsen in Nestern, die als gelbliche bis braune Flecken und Pusteln auf den Blattoberflächen erscheinen.

### Mikroskopische Merkmale
Das Myzel von Uromyces viciae-fabae wächst wie bei allen Uromyces-Arten interzellulär und bildet Saugfäden, die in das Speichergewebe des Wirtes wachsen. Ihre Spermogonien wachsen meist unterseitig in kleinen Gruppen auf den Wirtsblättern. Die ebenfalls meist blattunterseitig und an Blattstielen wachsenden Aecien der Art sind weißlich und becherförmig. Ihre Aeciosporen sind 18–26 × 15–21 µm groß, breitellipsoid und warzig. Die beidseitig wachsenden Uredien des Pilzes sind gelbbraun. Die hellgoldenen Uredosporen sind 24–29 × 19–22 µm groß, breitellipsoid und stachelwarzig. Die beidseitig und an Stängeln wachsenden Telien der Art sind schwarzbraun, kompakt und unbedeckt. Die kastanienbraunen Teliosporen sind einzellig, in der Regel eiförmig bis oval, glatt und meist 27–35 × 19–23 µm groß. Ihre Stiele sind farblos und bis zu 60 µm lang.

## Verbreitung
Das bekannte Verbreitungsgebiet von Uromyces viciae-fabae umfasst die ganze Welt.

## Ökologie
Die Wirtspflanzen von Uromyces viciae-fabae sind verschiedene Vicia-, Pisum- und Lathyrus-Arten. Der Pilz ernährt sich von den im Speichergewebe der Pflanzen vorhandenen Nährstoffen, seine Sporenlager brechen später durch die Blattoberfläche und setzen Sporen frei. Die Art durchläuft einen makrozyklischen Entwicklungszyklus mit Spermogonien, Aecien, Telien und Uredien. Als autoöker Parasit macht sie keinen Wirtswechsel durch.

## Bedeutung
Uromyces viciae-fabae ist ein bedeutender Schädling der Ackerbohne. Eine Bodenbearbeitung vermindert den Befall, da der Pilz in befallenen Pflanzenteilen überwintert. Zugelassen ist eine chemische Bekämpfung mit Folicur und pyrethroidhaltigen Insektiziden.